# 木之下晃
木之下 晃（きのした あきら、1936年7月16日 - 2015年1月12日）は、日本の写真家。日本福祉大学客員教授。 

## 概要
長野県諏訪郡上諏訪町（現・諏訪市）に生まれる。1955年長野県諏訪清陵高等学校卒業。日本福祉大学社会福祉学部を卒業後、中日新聞社、博報堂に勤務し、広告写真などに携わる。音楽好きで演奏会に通ううちに、勤務地の名古屋で開催される音楽演奏会の記録撮影の仕事を得る。これをきっかけに、音楽をめぐる写真を撮影するようになる。1970年『音と人との対話 音楽家 木之下晃写真集』を自費出版。これにより、1971年日本写真協会賞新人賞を受賞。1973年、フリーランスの写真家となる。初期は主としてポピュラー音楽の演奏会を対象に、広告写真での経験を生かし、ブレやゆがみなどの効果を駆使した「音の映像化」というテーマを追求したが、80年代にはクラシック音楽を対象に、音楽家の演奏中のポートレートに取り組む。その後、オフステージの音楽家たちの肖像や、音楽の歴史をたどる紀行、世界各地のコンサートホールや歌劇場など、音楽をとりまく幅広いテーマを撮影し、音楽写真家として国際的に高い評価を受けた。
2010年、自身が撮影した3万本を超えるフィルムを管理・保存する目的で「木之下晃アーカイヴス」を設立。
2015年1月12日、虚血性心不全により横浜市内の病院で死去。満78歳。

## 写真に対する姿勢
自著では、デジタルカメラは一切使わず、ニコンのフィルムカメラを愛用するとしている。また、「キレイな写真」と「イイ写真」は異なり、フィルムカメラの方が、伝える感動の深さで優れていると主張している。
肖像写真は写真家にとって最も基本的なことで、原点であり、「永遠の課題」と考えている。肖像写真で木之下に最初に影響を与えたのは、土門拳である。

## エピソード
写真家の林忠彦は、木之下が音楽家を撮り始めたので音楽家だけは撮らなかったと木之下宛の手紙に記した。
取材や撮影を嫌った画家で作家のトーベ・ヤンソンは、木之下の写真を気に入り、本などに採用した。木之下曰く、ヤンソンの写真は、木之下の手元に最も多く残っている。
2012年9月、ニコン役員室の収蔵コレクションに、マリア・カラスのプリントが加えられる。ここに作品の収蔵された写真家は、土門、木村伊兵衛、デビッド・ダグラス・ダンカンに続いて4人目だという。

## 写真集・著作
- 『SEIJI OZAWA―小澤征爾の世界』講談社、1981年
- 『世界の音楽家I・指揮者』小学館、1984年
- 『世界の音楽家II・ピアニスト』小学館、1985年
- 『世界の音楽家III・演奏家』小学館、1985年
- 『アメリカ音楽地図』新潮社、1987年
- 『小澤征爾とその仲間たち』音楽之友社、1988年
- 『モーツァルトへの旅』新潮社、1991年
- 『巨匠・カラヤン』朝日新聞社、1992年
- 『音楽家のオフ・ステージ』東京書籍、1996年
- 『朝比奈隆―長生きこそ最高の芸術』新潮社、2002年
- 『カルロス・クライバー』アルファベータ、2004年
- 『武満徹を撮る』小学館、2005年
- 『マエストロ―世界の音楽家』小学館、2006年
- 『MARTHA・ARGERICH』ショパン、2007年
- 『青春の音楽―PMF・SAPPORO』北海道新聞社、2009年
- 『石を聞く肖像』飛鳥新社、2009年
- 『最後のマリア・カラス』響文社、2012年

## 受賞・受章
- 1971年 日本写真協会賞新人賞
- 1986年 第36回芸術選奨文部大臣賞
- 2005年 日本写真協会賞作家賞
- 2006年 紺綬褒章
- 2008年 第18回新日鉄音楽賞・特別賞

## メディア出演
- NHKハイビジョン特集「カメラで音楽を撃て〜写真家　木之下晃　創造の秘密〜」2007年11月26日[10]